# Edward Lu
Edward Tsang "Ed" Lu (Springfield, 1 juli 1963) is een Amerikaans voormalig ruimtevaarder. Lu’s eerste ruimtevlucht was STS-84 met de spaceshuttle Atlantis en vond plaats op 15 mei 1997. Tijdens de missie werd het Russische ruimtestation Mir opnieuw bevoorraad.
Lu maakte deel uit van NASA Astronautengroep 15. Deze groep van 19 ruimtevaarders begon hun training in 1994 en had als bijnaam The Flying Escargot.
In totaal heeft Lu drie ruimtevluchten op zijn naam staan, waaronder een langdurige missie naar het internationaal ruimtestation ISS. Tijdens zijn missies maakte hij één ruimtewandeling. In 2007 verliet hij NASA en ging hij als astronaut met pensioen. Hij ging aan de slag bij Google.